# Leptogenys watsoni
Leptogenys watsoni é uma espécie de formiga do gênero Leptogenys, pertencente à subfamília Ponerinae.